# Richard Lietz
Richard Lietz (ur. 17 lutego 1983 w Waidhofen an der Ybbs) – austriacki kierowca wyścigowy.

## Kariera
Lietz rozpoczął karierę w wyścigach samochodowych w roku 2000, od startów w Formule BMW Junior, gdzie czterokrotnie stawał na podium. Z dorobkiem 137 punktów uplasował się na szóstej pozycji w klasyfikacji generalnej. W późniejszych latach startował także w Formule BMW ADAC, Porsche Supercup, Austriackiej Formule 3, Niemieckiej Formule 3, Formule 3 Euro Series, Niemieckim Pucharze Porsche Carrera, International GT Open, FIA GT Championship, Italian GT Championship, Le Mans Series, Grand American Rolex Series, American Le Mans Series, Spanish GT Championship, VLN Endurance, SARA GT, Malaysia Merdeka Endurance Race, FIA GT2 European Cup, Intercontinental Le Mans Cup, FIA World Endurance Championship, Blancpain Endurance Series w 24h Nürburgring, European Le Mans Series oraz United Sports Car Championship.
W Formule 3 Euro Series wystartował w 2003 roku z austriacką ekipą HBR Motorsport. W ciągu dwudziestu wyścigów uzbierał łącznie siedem punktów. Dało mu to 18 miejsce w klasyfikacji końcowej.